# الوقوف الأخير (مسلسل)
الوقوف الأخير (بالإنجليزية: The Stand)، هي سلسلة تلفزيونية أمريكية قصيرة من نوع الفانتازيا ما بعد الكارثة، تتألف من تسع حلقات، ومبنية على رواية ستيفن كينغ الصادرة عام 1978 التي تحمل الاسم نفسه، وتُعدّ إعادة إنتاج للمسلسل المُقتبس من الرواية نفسه عام 1994.
تدور الحبكة حول جائحة تنشأ نتيجة حادث في منشأة عسكرية للبحوث البيولوجية، ما يؤدي إلى انتشار سلالة قاتلة من الإنفلونزا. وبعد أن تودي الجائحة بحياة غالبية سكان العالم، يُقاد من تبقّى من الناجين نحو شخصيتين متضادتين: "راندال فلاج" و"الأم أباغيل"، لتبدأ مواجهة نهائية بين الخير والشر.
تتضمن هذه النسخة تغييرات في بعض تفاصيل الشخصيات الرئيسية (مثل الجنس، والعرق، والعمر)، وتنقل الأحداث إلى القرن الحادي والعشرين، كما تحتوي الحلقة الأخيرة على نهاية جديدة شارك في كتابتها ستيفن كينغ وابنه أوين كينغ. وتعتمد هذه الخاتمة جزئياً على النهاية الموسعة التي أضيفت إلى نسخة عام 1990 من الرواية، مما يجعلها ثالث نسخة مختلفة من نهاية القصة.
عُرضت الحلقة الأولى من المسلسل على منصة Paramount+ في 17 ديسمبر 2020، وعلى قناة Starz في 3 يناير 2021. وقد تلقّى المسلسل آراء متباينة من النقاد.